# Anisomyces nectrioides
Anisomyces nectrioides är en svampart som först beskrevs av Rehm, och fick sitt nu gällande namn av Franz Petrak 1947. Anisomyces nectrioides ingår i släktet Anisomyces och familjen Valsaceae.   Inga underarter finns listade i Catalogue of Life.